# Last Night (The Vamps)
Last Night è il terzo singolo estratto dall'album di debutto della band The Vamps, Meet The Vamps.
È stata scritta da Wayne Hector, Tom Barnes, Pete Kelleher, Ben Kohn, Ayak Thiik.

## Tracce
CD singolo 1
1. Last Night – 3:07
2. Surfin' USA (The Beach Boys cover)
3. High Hopes – 3:00
4. Story of My Life (One Direction cover) (Live)

CD singolo 2
1. Last Night (Connor Version)
2. All I Want (James Version) (Kodaline cover)

DVD
1. Carry On Vamping - On Tour (Documentary)
2. Last Night (Music video)

EP digitale
1. Last Night (Gospel Version)
2. Oh Cecilia (Live from The O2)
3. What About Love (Austin Mahone cover)
4. Lovestruck – 3:00
5. Last Night (WestFunk Remix)

Extra Single Version
1. Last Night – 3:07
2. Last Night (Connor Version)
3. Last Night (Live)
4. Last Night (Tristan Remix)